# Semión Krasnov
Semión Nikolayevich Krasnov (Krasnopolye, Óblast del Voisko del Don, 13 de marzo de 1893—Moscú, 16 de enero de 1947) fue un militar ruso y cosaco del Don.

## Biografía
Formó parte de la famosa familia cosaca Krasnov, siendo hijo del atamán cosaco Piotr Krasnov. En 1913 egresó de la Escuela de Caballería Nikolaev e integró el Regimiento Cosaco de la Guardia Imperial, en cuyas filas combatió en la Primera Guerra Mundial. Tras la guerra, ascendió al rango de comandante asistente del regimiento personal del general Piotr Wrangel.
Después de la Revolución de octubre de 1917 regresó a Don y fue coronel del Ejército del Don, participando en la Primera Campaña del Kubán. Desde 1921 estuvo en el exilio en Yugoslavia y en Francia. Con el estallido de la Segunda Guerra Mundial, colaboró con el Tercer Reich. Desde 1941 fungió como Jefe de la 2.ª División de la Oficina de Emigración Rusa en Francia.
En 1942 llegó a Berlín y fue enviado al Don para gestionar la formación de unidades colaboracionistas cosacas para luchar contra la Unión Soviética durante la Segunda Guerra Mundial. Luchó bajo las órdenes de Helmuth von Pannwitz y fue condecorado en tres ocasiones. El 5 de mayo de 1944, Semión Krasnov, ya fungiendo como jefe de personal de la Dirección Principal de las Fuerzas Cosacas del Ministerio del Reich para los Territorios Ocupados del Este, fue ascendido a Mayor General de la Wehrmacht y nombrado jefe de la Dirección Principal de las Tropas Cosacas de la Administración de Aviación de Moscú. En su calidad de Mayor General, mandó las tropas que fueron destinadas al frente de Italia. Durante la guerra fue un estrecho colaborador de su padre Piotr Krasnov.
En mayo de 1945, ante la inminente derrota alemana, se entregó a los británicos en la ciudad de Lienz (Austria) junto con 2400 oficiales cosacos, y fue extraditado a la Unión Soviética. Fue transportado a Moscú, donde fue detenido en la Prisión de Butyrka. Krasnov, junto con otros oficiales, fue juzgado y condenado a muerte, siendo ahorcado en Moscú el 16 de enero de 1947 junto a su padre Piotr Krasnov, Helmuth von Pannwitz, Andréi Shkuró, Timofei Nikolaevich Domanov y Sultan Klych Giray.
Tras la disolución de la Unión Soviética, organizaciones nacionalistas y monárquicas, tanto en Rusia como en el extranjero, han apelado reiteradamente a los organismos estatales de la Federación de Rusia con solicitudes de rehabilitación para Krasnov y otros colaboracionistas rusos, las cuales hasta ahora no han sido admitidas.

### Vida personal
En medio de la Segunda Guerra Mundial en París, se casó en 1944 con la cosaca de Kubán Dina Vladimirovna Marchenko. El 15 de febrero de 1946 el hijo de ambos, el futuro militar del Ejército de Chile Miguel Krassnoff, nació en el Tirol austriaco. Tras la ejecución de Semión Krasnov, su esposa logró refugiarse en Chile en agosto de 1948.